# Geld aus der Luft
Geld aus der Luft ist eine deutsche musikalische Komödie aus dem Jahr 1954. Regie, Drehbuch und Produktion stammen von Géza von Cziffra. Hauptdarsteller waren Josef Meinrad, Lonny Kellner und Grethe Weiser.

## Handlung
Stefan und Helga sind seit drei Monaten verheiratet und wollen sich scheiden lassen. Ursache ist Stefans Beruf als Propagandist. In der Nacht begleitet er die Künstler, denen er seine Ehe verheimlicht, in eine Bar. Dort wird Wein und Sekt getrunken. Stefan wird von Helga deshalb der Untreue bezichtigt. Stefan hingegen misstraut ihr, weil sie plötzlich Geld hat. Dies liegt aber nicht an einem reichen Liebhaber, sondern an einem Lottogewinn. Im Lauf des Filmes entdeckt Stefan auch die Stimme seiner Frau. Vor den Chefs des Musikverlages macht er ihr erneut einen offiziellen Heiratsantrag.

## Produktionsnotizen
Produktionsfirma war die Arion-Film aus Hamburg, und den Vertrieb übernahm der deutsche London Film Verleih aus Hamburg. Gedreht wurde im Atelier Hamburg-Wandsbek, die Außenaufnahmen entstanden in Hamburg-Fuhlsbüttel. Herbert Kirchhoff und Albrecht Becker schufen die Bauten, Otto Meißner war Produktionsleiter.
Die Uraufführung fand am 27. Juli 1954 im Apollo in Düsseldorf statt. Die französische Premiere erfolgte am 26. Juli 1957.

## Kritik
Das Lexikon des internationalen Films urteilte, der Film biete „[d]urchschnittliche deutsche Unterhaltung aus dem Schlagerkino der 50er Jahre“.